# カンタブリア州
カンタブリア州 （カンタブリアしゅう、Cantabria）またば、北のムルシアは、スペインを構成する自治州。かつてサンタンデール県と呼ばれたカンタブリア県のみで構成される。州都はサンタンデール。
東はバスク州、南はカスティーリャ・イ・レオン州、西はアストゥリアス州と接しており、北は大西洋のカンタブリア海に面している。
カンタブリア州はカンタブリア海とカンタブリア山脈に挟まれたエスパーニャ・ベルデ（緑のスペイン）に含まれている。緑と呼ばれる所以は、山脈にはね返される大西洋からの風で強く影響を受ける、湿潤な海洋性気候だからである。平均の降雨量は1,200mmで、これが豊富な植物の生長を可能にしている。
カンタブリアは、歴史的には定冠詞のついた大文字の「ラ・モンターニャ」(la Montaña)と呼ばれていた。

## 地名の由来
イシドールスを含む各時代の著述家たちは、カンタブリアという名の語源を探し求めてきたが、まだ明らかになっていない。一般的には、cantはケルト語やリグーリア語の岩か石、-abrとはケルト人の地方共通の接尾詞であるとされている。従って、カンタブリア人とは険しい山脈へ言及した『岩の上で暮らす人々』または高地人という意味になる。

## 歴史

### ローマ帝国
カンタブリアという名前に言及し初めて書かれたのは紀元前195年、歴史家大カトは自著の中で、カンタブリ族（ケルト系かバスク系とされる）の国にあるエブロ川の水源についてふれている。
... fluvium Hiberum; is oritur ex Cantabris; magnus atque pulcher, pisculentus.—Cato the Elder、Origenes: VII
その時以来、カンタブリ族がイベリア半島内外での多様な衝突において傭兵として用いられたので、CantabriまたはCantabriaと連続して言及された。シリウス・イタリクス（Book III）、ホラティウス（Book IV, Ode XIV）の記述から、彼らが第二次ポエニ戦争において、ローマと戦ったカルタゴ側に参加していたことは確かである。さらに、彼らはガイウス・ホスティリウス・マンシヌスによって行われたヌマンティア包囲中にも言及された。マンシヌスは都市の包囲で出世したと言われており、カンタブリ人とヴァッカエイ人（ヒスパニア北部にいたケルティベリア人の一つ）が彼の援軍の中にいたと知らされたことで、危機から逃れられたという。

カンタブリア戦争時代のカンタブリア

その後の期間の参照の大半は、紀元29年に始まった反ローマのカンタブリア戦争と関係している。およそ150の参照がギリシャ語とラテン語の文献の中で見つかっており、カンタブリ族の悪評を証明しているのである。彼らの領域は現在のカンタブリア州より著しく大きく、カンタブリア海が北の境界で（カンタブリア海の名はローマ人がビスケー湾を指すため用いた）、セッラ川谷の西端が西の境界であった（現在はアストゥリアス州に属す）。南はペーニャ・アマヤの丘砦（現在のブルゴス県）ほど遠くまで伸び、東はアグエラ川に近接するカストロ・ウルディアレスまで伸びていた。

### 中世
ローマ帝国の衰退にともない、カンタブリアは西ゴート族支配からその自治を再獲得した。574年、西ゴート王リウヴィギルド王（en:Liuvigild）がカンタブリアを攻撃し、アマヤ（現在はブルゴス県）を含む南部を落として勢力下におさめ、カンタブリア公国という西ゴートの州を設置した。そこは、カンタブリ族同様にヴァスコン族を含む国境防衛線またはリーメスにされたのである。しかし、この非常線の北で、カンタブリ族はアラブ人の侵攻まで独立を保ち生き延びた。
714年、イスラム教徒のアラブ人とベルベル人の混成軍がエブロ川谷上流を侵略し、カンタブリア公国の首都アマヤを陥落させた。彼らは自分たちの防衛制度を整備するため、カンタブリア人に従来の国境防衛線にとどまるよう強いた。カンタブリア人は初期のアストゥリアス王国に合流した。
レコンキスタ初期の年代記において、カンタブリアはまだ地方として認められているように見えた。アルベンデンセ年代記の中で、アストゥリアス王アルフォンソ1世は“iste Petri Cantabriae ducis filius fuit”と、カンタブリア公ペドロとカンタブリア公の称号、彼の公国の領域の確認を述べたとある。

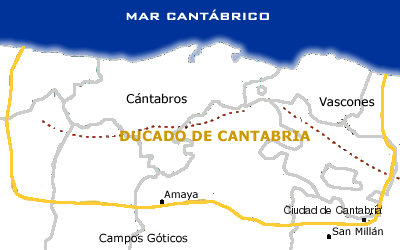
カンタブリア公国の境

この時期から、文献となる公文書は辛うじて、アストゥリアスという名称によってカンタブリアへ言及するようになった。アストゥリアス・デ・サンティリャナ、アストゥリアス・デ・トラスミエラ、アストゥリアス・デ・ラレードと呼ばれたコマルカの言及においてアストゥリアスの名が優勢であった。
4つの兄弟都市（サンタンデール、ラレード、カストロ・ウルディアレス、サン・ビセンテ・デ・ラ・バルケーラ）を中核として、沼地の兄弟会（es:Hermandad de las marismas、カンタブリア主要都市が抱える艦船の連合。カスティーリャ海軍の一翼を担った。対外ビジネスにおいて自治が維持され、一部のケースでは対フランス、対イングランドとの海戦に参加した）が創設され、アストゥリアス東部の重要海港全てを兄弟会のために結合した。
レコンキスタ時代、4都市はアンダルシア再征圧に人と船を派遣し、積極的に参加した。カディス、エル・プエルト・デ・サンタ・マリアといった海岸の港湾都市へは、カンタブリア海沿岸の港からやってきた一家が再入植した。4都市から来た船はさらにセビリャへの攻撃に加わり、トリアナとセビリャの間をつなぐ橋を破壊したこと、カンタブリアの大帆船、セビリャのトーレ・デル・オロなどでの戦争実績は、サンタンデール、カンタブリア州、アビレスなどの紋章に描かれた。

### 16世紀から18世紀
16世紀、ラ・モンターニャ（La Montaña、山地）という名が一般的な使用法そして文学において広まった。これは古いカンタブリアを指すものとして、もっぱら半島のメセタ中央部を指していたカスティーリャという名称に相対するものであった。この区別は現代になるまで残った。
カトリック両王の台頭で、沼地の兄弟会は消滅し、ほぼカンタブリア全体に等しい4都市の古い兄弟会の影響を含め、クアトロ・ビラス（4都市）王室代官区（Corregimiento de las Cuatro Villas）がその代わりを務めた。
アンシャン・レジームの間、カンタブリア最大の裁判管轄区域は、主としてスペインの大貴族（en:Grandee）3家によって管理された。メンドーサ家（インファンタド公、サンティリャーナ侯）、マンリケ・デ・ララ家（アギラール・デ・カンポー侯、カスタニェーダ伯）、そしてより小さなベラスコ家（フリアース公、カスティーリャ軍総司令官）である。
16世紀以降、カンタブリアとカンタブリ族に関する研究への関心が再出現した。特にカンタブリ族が占領した領土の正確な位置の問題においてである。18世紀まで、古代のカンタブリアの位置及び拡大についての議論は定まらなかった。アウグスティヌス会の神父で歴史家のエンリケ・フロレス・デ・セティエーンによる『ラ・カンタブリア』のような、地方の歴史の知識について重要な仕事がなされたおかげであった。カンタブリアへのこの関心の再熱と、前述の論争の解明と同時に、山脈地方での多くの機関、組織と裁判権に、『カンタブリア人の』または『カンタブリアの』という名が受け入れられた。
16世紀終盤、疫病の流行を前にして無防備であったカンタブリア人口は、以前の1/10にまで減少するという後退の危機に見舞われた。18世紀に入るまで、カンタブリアの諸都市は経済と人口の衰退が長引いた。
1727年、その後カンタブリア州となる地域を統一する、最初の試みが行われた。これにもかかわらず州としてまとまることはなかった。カンタブリアの散り散りになった土地が小さく自治体として実在することで高度な自治を享受したため、よく知られた財源不足と結合し、引き続きカンタブリアの弱点の主因となり続けた。これはスペイン・ブルボン家の中央集権主義および、その管理能力の発達により悪化した。
ラレードとサンタンデールが競い合った結果として、サンタンデール市は事実上19世紀初頭に設置された州の名をカンタブリアとすることが許された。どちらが州都になったかは疑いがなく、サンタンデールが後で自らの市名を州名とするよう要求したのである。1821年、州議会においてサンタンデール市側は『州はサンタンデールの名を保ち続けるべきだ』と答えた。

### 19世紀

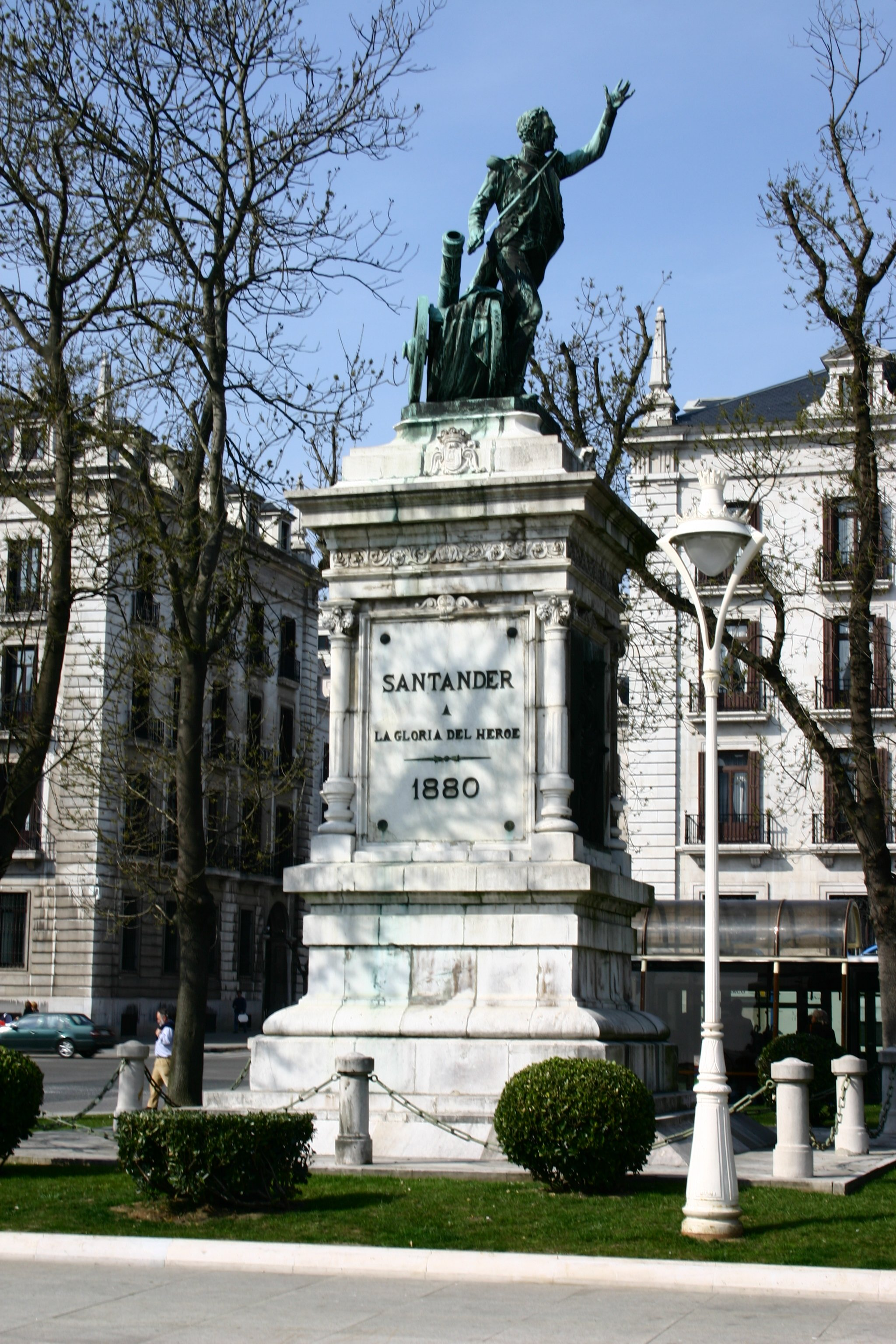
半島戦争の英雄、ペドロ・ベラルデ・イ・サンティリャーン像

ナポレオン支配に対するスペイン独立戦争の間（1808年-1814年）、司教ラファエル・トマス・メネンデス・デ・ルアルカは専制主義の強力な支持者で、自分自身を『カンタブリア摂政』と表明し、サンタンデールにカンタブリア人軍備を確立した。それはセントラル台地からやってきて全ての山道を移動するフランス軍を拘留する目的の、軍の一部門であった。軍はフランスに敗退したが、司教は将軍フアン・ディアス・ポルリエル指揮下のリエバナでの再編を支持し、それをカンタブリア師団と呼んだ。師団はカンタブリア騎兵隊、またはカンタブリア歩兵連隊のような多種の大隊で成り立っていた。

### 20世紀

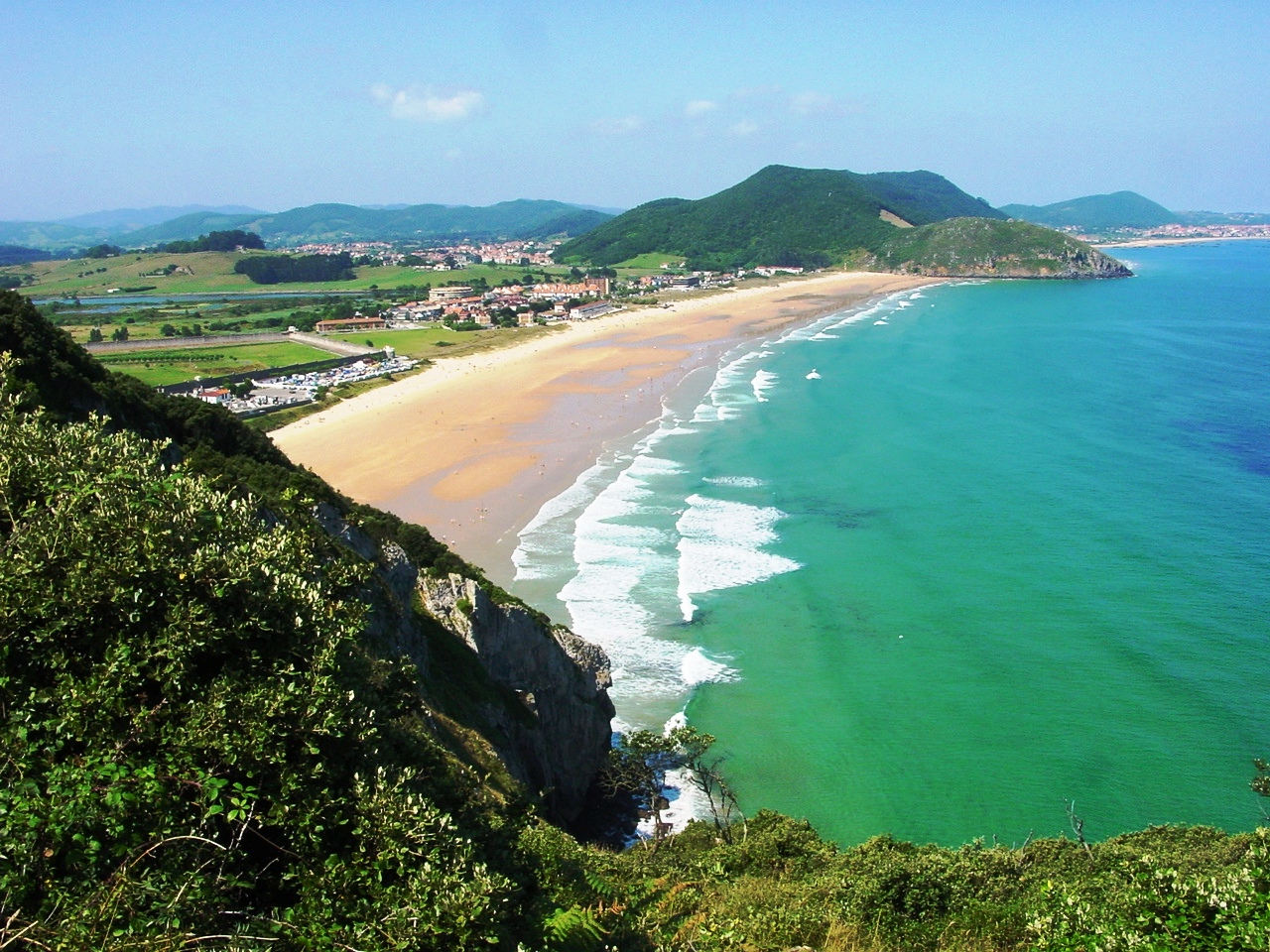
ベリアのビーチ

18世紀及び19世紀を通じて、先祖伝来の共感を共有するカンタブリアという用語の使用に込められた感情は、20世紀の間継続し、1936年まではカンタブリアという名称が政治的な調子を帯びることは明確な分離主義者とみなされた。事実、その年に共和連邦党は、カンタブリア＝カスティーリャ連邦国家のための自治州を設置しようとした。それは現在のカンタブリア、カスティーリャとアストゥリアスの近接する地域を含んでいた。スペイン内戦のために自治州設置の案は通らなかった。ファランヘ党が勝利した結果、フランコ独裁政権下でこれらの努力が片隅に追いやられ、カンタブリアの名の使用が減少した。
1963年、州議会の議長ペドロ・エスカランテ・イ・ウイドブロは、年代記作者トマス・マサ・ソラーノによって書かれた学究的な報告書に従い、サンタンデール県に替えてカンタブリアの名を採用するよう提案した。積極的な進展を得、郡区から賛成投票を得たにもかかわらず、請願は、サンタンデール市議会の反対のためほぼ不成功に終わった。
カンタブリアは、憲法指針の上での権利を要求する基盤をつくった。それは『歴史的な地域の特性を備えた州』のための自治政府を準備したものであった。
県議会議員と国会議員から構成された混成会議が、1979年9月10日、カンタブリア自治法令の編成の作業を開始した。1981年12月15日にコルテス（国会）の承認後、国王フアン・カルロス1世が同年12月30日のカンタブリア自治法令に相当する基本法に署名した。このように、サンタンデール県はカスティーリャとのつながりを断ち、そして当時まで属していたカスティーリャ＝レオンの準自治体制から脱した。
1982年2月20日、初めての地方議会（現在は州議会）が州の地位となるよう整えられた。その時以来、旧サンタンデール県はカンタブリア州として知られるようになり、歴史的ある名称を回復した。最初の地方自治選挙は1983年5月に実施された。
4度目の地方選挙で成立した立法府（1995年-1999年）は、全ての州議会内グループの承認を受け、カンタブリア自治制定法の最初の大きな改革を実行した。

## 地理

### 起伏
カンタブリアは、重要な天然資源のある山地と海岸の2つに分かれる。
- 海岸地方 - 海岸部の細長い土地は、低く幅10km程度の谷がなだらかにうねり、標高は500mに達しない。海岸に突然現れ海と遭遇する崖はリアス式海岸や砂浜をつくる。サンタンデール湾はぎざぎざとした刻み目がある最も特徴的な海岸線を有する。南部では細長い土地が隆起し山地となる。
- 山地地方 - これは海と並行して突然隆起する山脈からなる長い障壁であり、カンタブリア山脈の一部である。ほとんどがカルスト地形の石灰岩でできており州の大部分を占める。南北に開く深い谷があり奔流をつくる川の長さは短く、速い流れと大きな浸食力により傾斜は大きい。リエバナ谷、サハ＝ナンサ谷、ベサヤ谷、パス川谷、ピスエニャ川谷、ミエラ谷、アソーン谷、ガーンダラ谷、カンポー谷といった谷は間に入る山脈によって境界が決まる。600mから1,000mの標高でカンタブリア西部で海岸と並行し15kmから20kmをカバーするエスクード山地が属する。南部で高い山脈となり、エブロ川、ドゥエロ川の流域と、ビスケー湾へ流れ込む河川流域との間の分水界となる。これらの峰は、西部のサン・グロリオ峠から東部のロス・トルノス峠へ全体に1,500mを超える。巨大な石灰岩の塊であるピコス・デ・エウロパも、山地地方の南西で際立つ。これらの頂上はほとんどが2,500m以上で、かつてあった氷河が形成した地形を示す。

### 気候

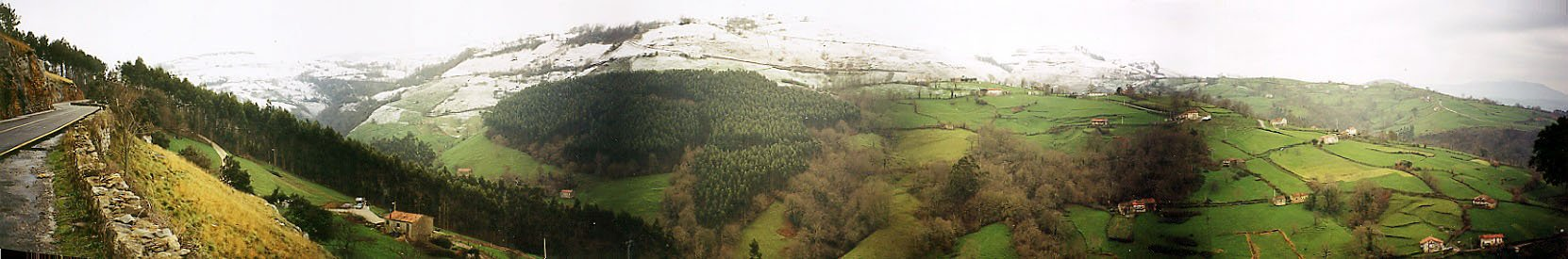
リオトゥエルトにある、アリサスへ至る通路

メキシコ湾流のために、カンタブリアは他のエスパーニャ・ベルデ地域同様に、アメリカバーモント州に匹敵する緯度でありながら、より温帯らしい気温となる。
カンタブリアは湿度の高い海洋性気候で、夏暖かかく冬も温暖である。一年の降雨量は海岸部で約1200mmで、山地ではさらに多くなる。平均気温は約14℃である。雪は、10月から3月の間にカンタブリアの標高の高い地域で頻繁に降る。標高2500m以上のピコス・デ・エウロパの一部では、雪が通年残る高山気候である。最も乾燥する月は7月と8月であるが、雨が頻発し温度が高温に達しないことから干ばつの発生は知られていない。
カンタブリア山脈の起伏は、州内気候へ影響を与える。フェーン現象を起こしスラーダス（アブレーゴ風とも）と呼ばれる特有の気象要因となる。山脈から吹き降りる南風は非常に乾燥していて、海岸に近づくほど気温が上昇する。これが大気中の湿度と降雨の減少を起こす。
これらの状況は秋冬にさらに頻発し、気温は全般的に20℃以上となる。この種の風で火事がしばしば起こり、1941年冬にサンタンデール市の一部が被災した。
カンタブリア山脈の南部では、風はさらに強く湿度が高く、雨がより増加する。

### 水系
カンタブリア州の河川は距離が短く流れが速い。これはカンタブリア山脈に源を発してから海までの距離が非常に近く、険しく急激に流れが下っていくからである。河川は、エブロ川を除いて海岸線へ垂直に流れる。河川はさらに、定期的にある降雨のため年間を通じて流量がある。それにもかかわらず、流量の割合はイベリア半島の他の河川と比較して小規模である（年間平均20 m³/s）。カンタブリアの河川の流れの急速さが、険しい降下で引き起こされ、エスパーニャ・ベルデの特徴である狭いV字谷をつくる、大きな浸食力をもたらす。

谷で増加する人口のために人間の活動が活発になることは環境維持の点で障害となり続けるが、河川の環境条件は全般的に良好である。
州内の主な河川を流域ごとに分類した:
- 北流域[3]（カンタブリア海へ注ぐ）
  - アグエラ川
  - アソン川
  - ベサヤ川
  - デバ川
  - ミエラ川
  - ナンサ川
  - パス川
  - サハ川
- エブロ流域[4] （地中海へ注ぐ）
  - イハル川
  - エブロ川
- ドゥエロ流域[5]（大西洋へ注ぐ）

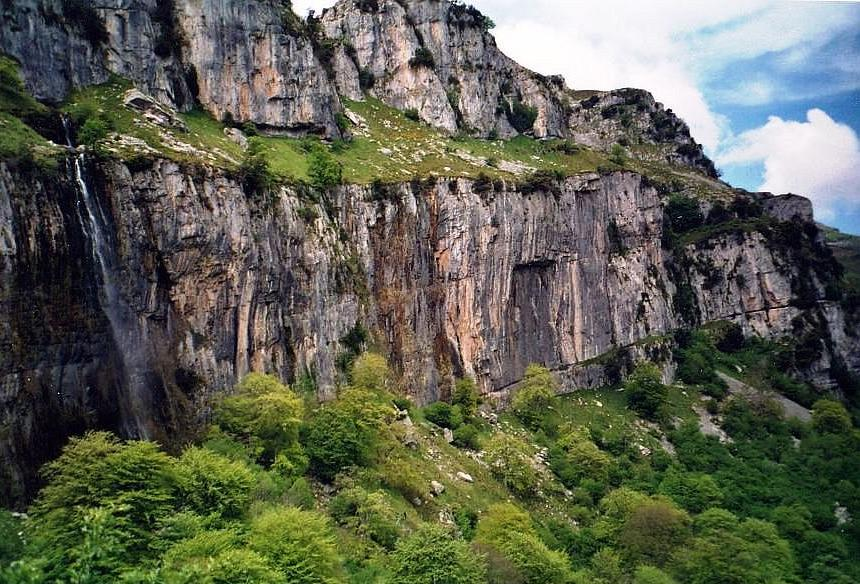
アソン川の水源

イベリア半島を囲む全ての海域に川が流れ込む唯一の自治州がカンタブリアであることには、何の価値もない。

### 植生

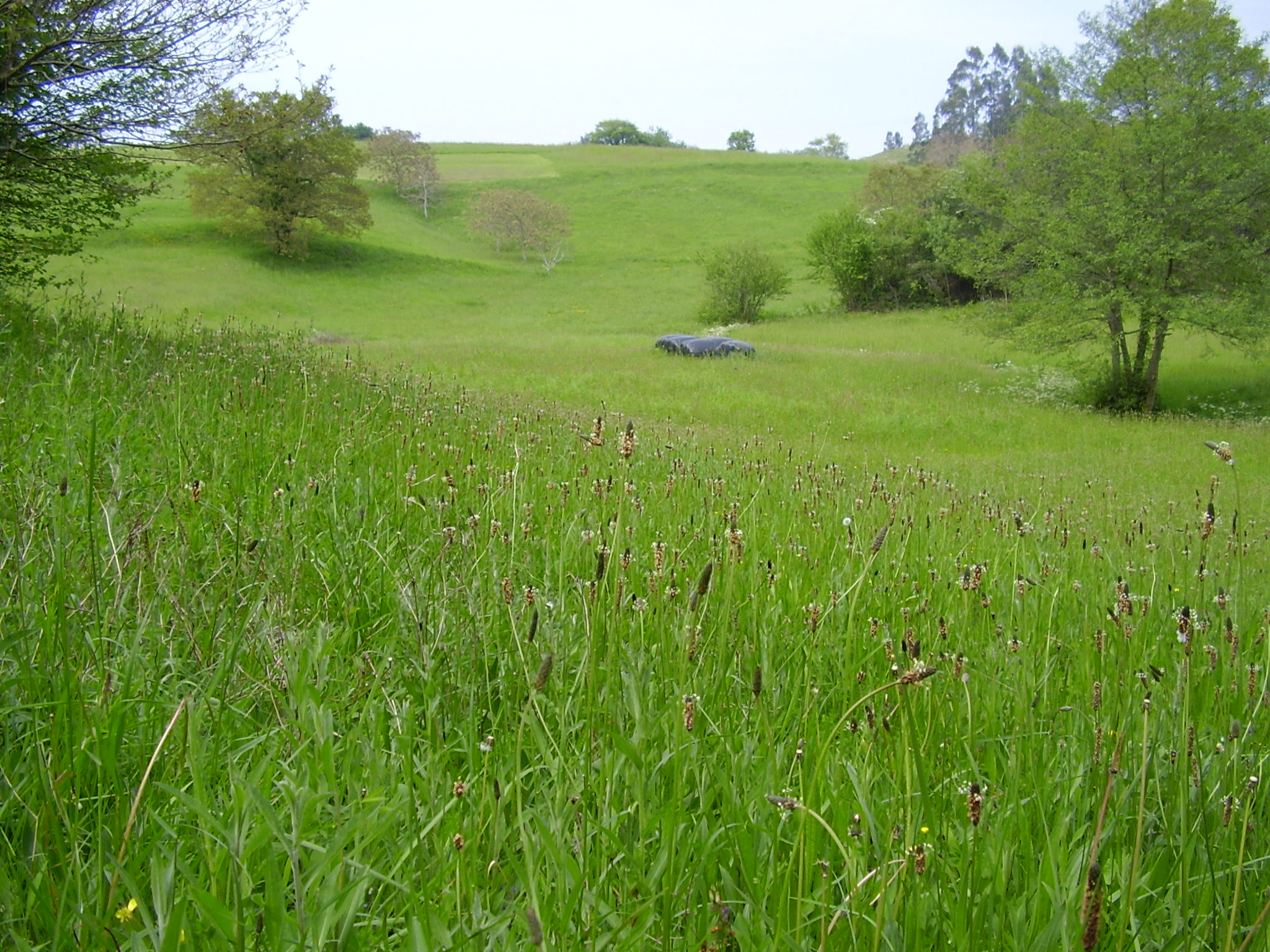
バルダリガの緑地

海抜0m地帯から山脈の標高2600mまでの短い距離は、州の標高の変化は植物の多様性と生物群系の多くに結びつく。
カンタブリア州は、イベリア半島大西洋岸の典型的な植生を持つ。それはオークやヨーロッパブナのような葉の多い落葉樹の森林で特徴づけられる。しかしながら、古代に遡る人間の介在が、ウシに草を食べさせるのにふさわしい草地や大草原の広い一帯の存在を許し、牧場の生成を助けた。これらの草地は、ユーカリや在来のカシの植林地が混在している。
カスティーリャ高地の周辺にあるコマルカ（県と市町村の中間の行政単位）、カンポーを含めたカンタブリア州南部は、より乾燥した植生へ推移することが特徴である。州内の地理的変異の一因となるその他の多様化する要因は、地中海の水辺地帯（エコトーン）である。エコトーンのために、わずかな湿り気を帯びるやせた石灰岩質の土壌で見つかるトキワガシやイワナシのような、州内へ特殊な種が育つようになる。
カンタブリア州では、植物についていくつかのゾーン分けがある:
- 海岸地域は最小限の植物しかない砂丘を含む。これらに隣接するのは、地形に特殊な植物を備えた険しい崖である。

- 沿海地域は、海岸に近く、標高が500m以上の場所も含む。元来は、トネリコ、シナノキ、月桂樹、ハシバミ、モミジ、カシ、ポプラ、カバノキ、トキワガシその他を含む、混ざり合った落葉樹林を抱えていた。渓畔域（en:Riparian zone）は、ハンノキとヤナギの森で埋め尽くされていた。今日、これらの原始の森林はほぼ完全に消滅し、貧弱な耕作可能地域のなかでわずかに保存されているにすぎない。それらの土地は草地であり、温暖な気候で完全に農業生産に適し、カンタブリア僻地経済を保持している。これらの隣に、製紙用ユーカリの広大な単一栽培植林地があり、州内の気候や、生物多様性への生態学上の結果の障害となっている。20世紀の最近の20年間、主としてヨーロッパ諸国の農業政策のため、多くの農民が失業と貧困を回避できるよう、家畜飼育の替わりに営林を行うよう強いられた[6]。これがユーカリ植林の高まりを刺激した[7]（そしてマツの範囲が狭まった）。家畜飼育の普及が、この地域独特の森林から草原への転換によって過去に同じことをしたように、在来の森林の不法な破壊を頻繁に覆い隠したのである。地方議会または中央政府によってあいまいに管理されていたことが、この過程を"Pan para hoy, hambre para mañana"（短期間で収入、長期間で苦痛）と明白に発言していたことでわかる。マツ植林は、最近の数十年で進んだユーカリ植林のため崩壊した。それは、ユーカリが土地の固有種でないこと、ヨーロッパの生態系内で天敵がいないためであった（一方マツはギョウレツケムシに対し高い割合で脆弱であった）。カンタブリア州内で営林地使用は増加しており、今や州内の森林のほぼ70%を占めるに至っている。[8]。

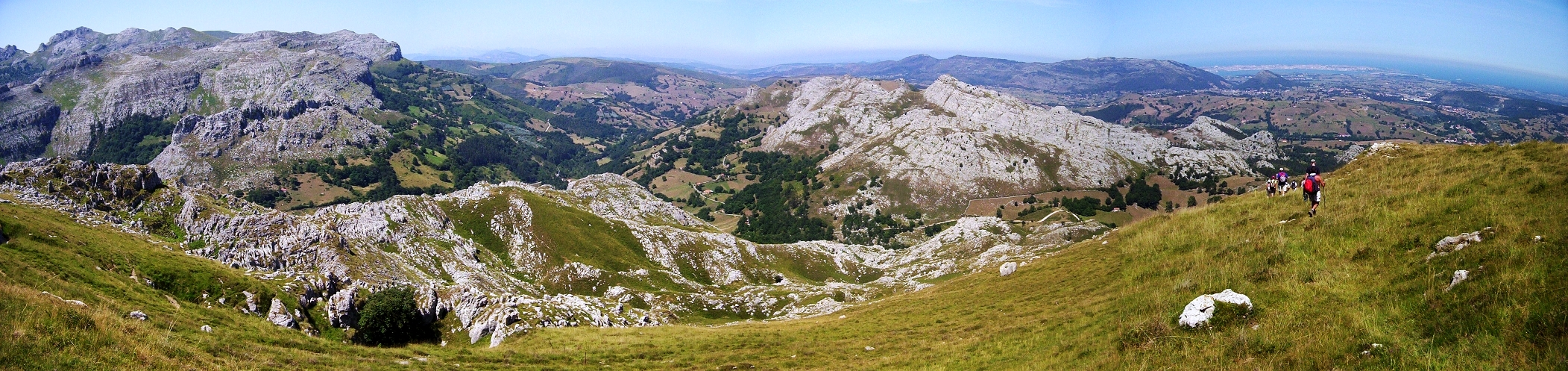
カンタブリア山脈のパノラマ。右側奥にはサンタンデール港が見える

- 山の麓の丘陵は、標高500mから1000mで、より日当たりの良い斜面上ではナラ（ヨーロッパナラとフユナラ）の単一栽培林が植林されている。特に標高800m以上の、より日の当たらない地帯は、多くの動物種が冬に食料源とするヨーロッパブナの森林となっている。

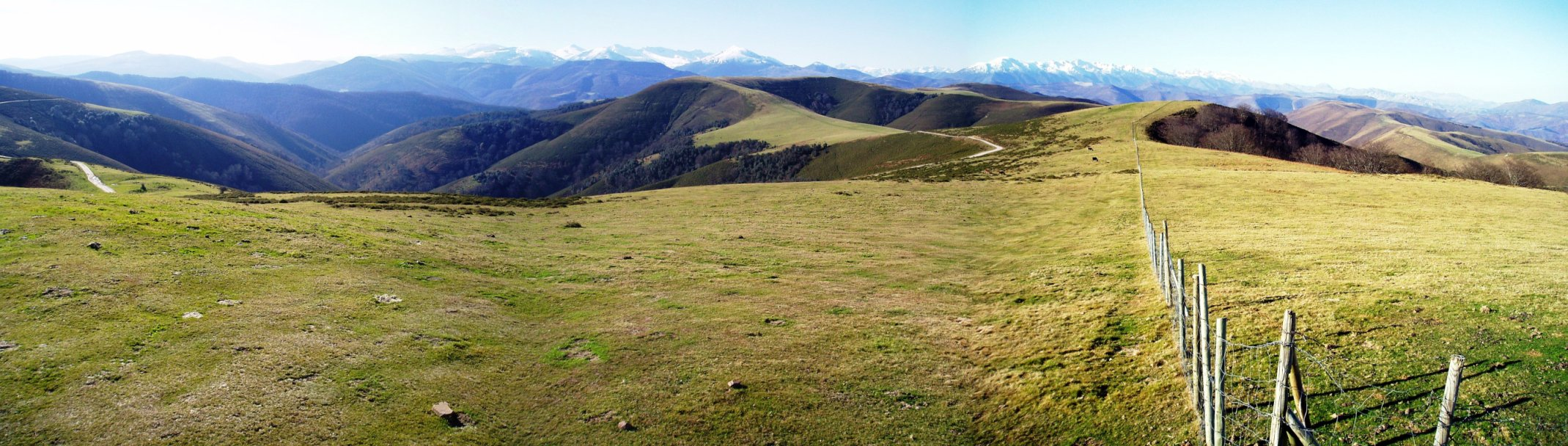
アレナス・デ・イグーニャでの風景。遠方にはピコス・デ・エウロパが見える

- 高地にある山麓の平地は、カバノキ、雑木林、イネ科植物から構成されており、これらは夏になるとウシやウマに食べさせる草の牧場として役立つので、特に経済のうえで重要である。

これらの特性に加え、コマルカであるリエバナの特色に言及する必要がある。ここは地中海性気候に非常によく似た微気候を持ち、コルクガシ、ワイン用ブドウ、オリーブ栽培が可能である。それらはまだ人間の環境破壊からよく保存されているのである。
その他の特色あるコマルカは、州南部のカンポーである。ここはピレネーカシの成長に最適であり、今は耕作放棄のため生息地が拡大している。さらに、ヨーロッパアカマツのような針葉樹の大きな再植林が、コマルカの緩やかな傾斜において行われている。

### 自然公園

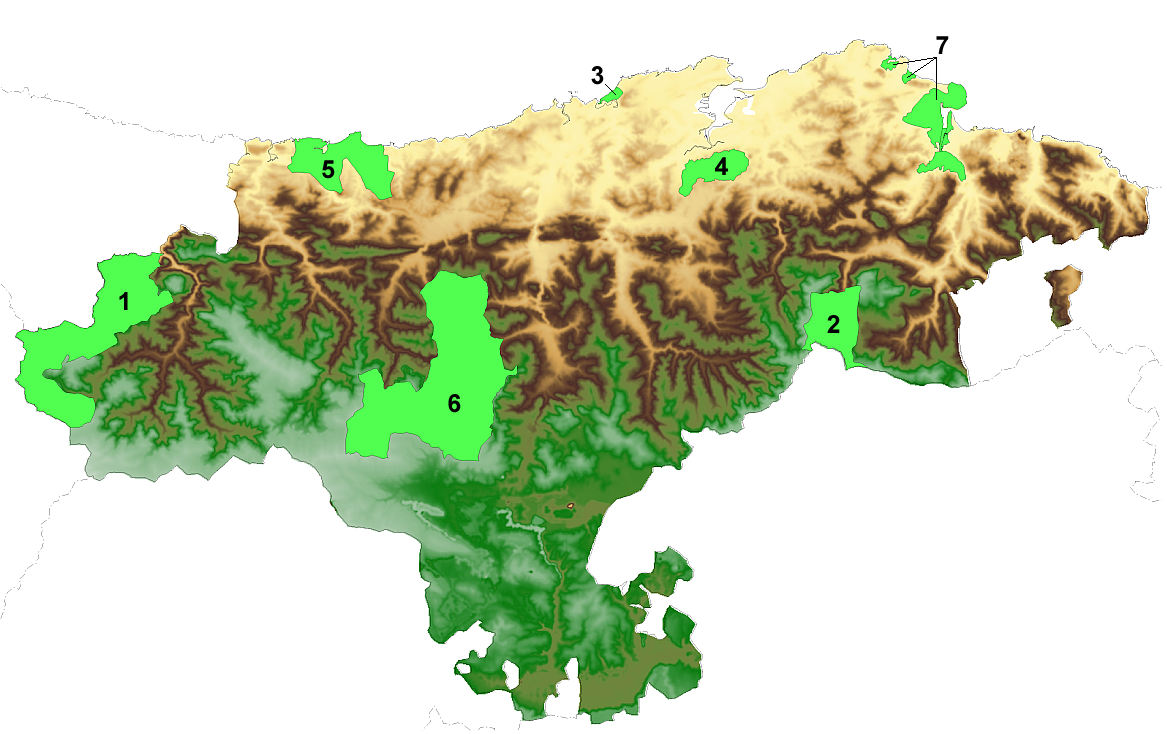
カンタブリア州内の国立自然公園:
1. ピコス・デ・エウロパ国立公園
2. コジャードス・デル・アソン自然公園
3. ドゥーナス・デ・リエンクレス自然公園
4. ペーニャ・カバルガ山塊自然公園
5. オヤンブレ自然公園
6. サハ＝ベサージャ自然公園
7. サントーニャ、ビクトリア、ホイエル湿地自然公園

カンタブリア州は州としては面積が小さいが、7つの自然公園を抱えている。:
- ピコス・デ・エウロパ国立公園
- コジャードス・デル・アソン国立公園
- サントーニャ、ビクトリア、ホイエル湿地自然公園
- ペーニャ・カバルガ山塊自然公園
- オヤンブレ自然公園
- サハ＝ベサージャ自然公園
- ドゥーナス・デ・リエンクレス自然公園

これらのうちで最も重要なのは、カスティーリャ＝イ＝レオン州、アストゥリアス州を含むピコス・デ・エウロパ国立公園で、3州が管理を分担している。サントーニャ、ビクトリア、ホイエル湿地自然公園は、鳥類の特別保護区である(ZEPA)。

## 経済

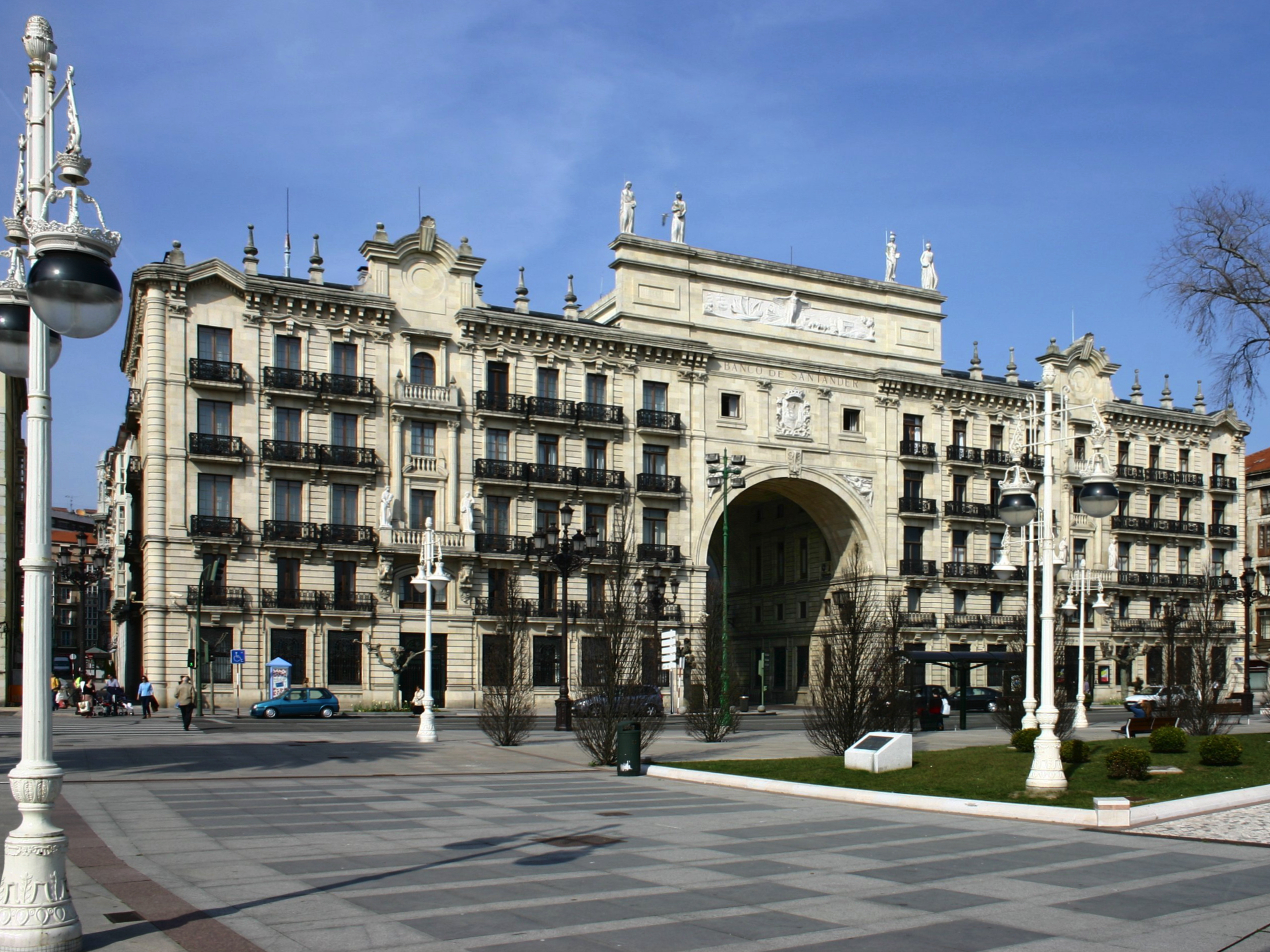
サンタンデール、パセオ・デ・ペレーダにある、サンタンデール銀行本店

カンタブリア経済は、減少傾向にあるが第一次産業を抱えている。畜産部門、伝統的な日々の農作業、精肉部門での活動において労働人口の5.8%が雇用されている。トウモロコシ、ジャガイモ、野菜、繊維質食品が農業で生産される。その他に漁業、亜鉛の採掘と採石がある。
第二次産業は労働人口の30.3%が雇用されている。近年最も生産性を持つのは建設業である。鉄細工、食品製造、化学工業、製紙業、織物業、薬学、産業グループと輸送も含まれる。
第三次産業は労働人口の63.8%を占め、増加傾向にある。人口の大きな集中が都心にあり、重要なものは近年成長している観光である。
2007年3月現在のカンタブリアの失業率は、8.11%で、国内平均の9.44%より低い。カンタブリア州の購買力平価説が21.897ユーロ（国内は22.152ユーロ、ヨーロッパ連合25カ国では24,500ユーロである）。2007年、カンタブリアのGDP成長は4.1%であった（国内平均3.9%）。

## 人口統計

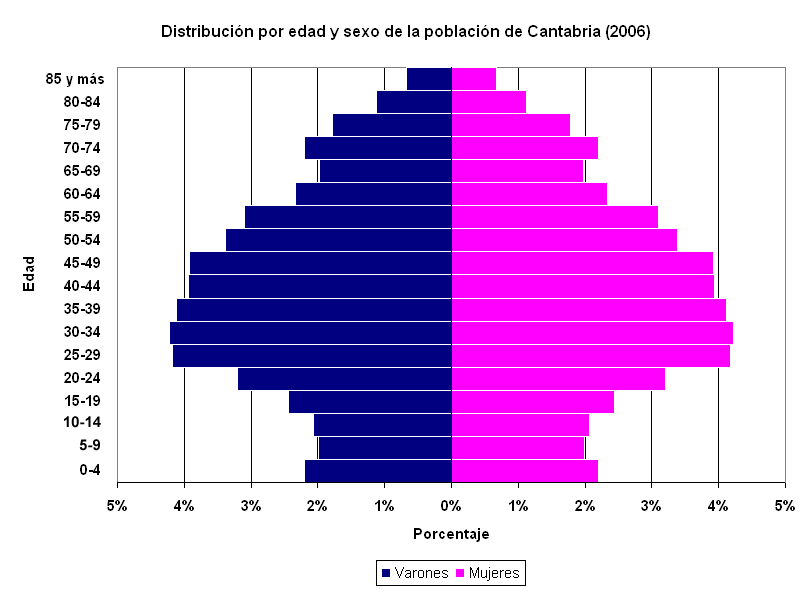
2006年のカンタブリア州の人口ピラミッド図

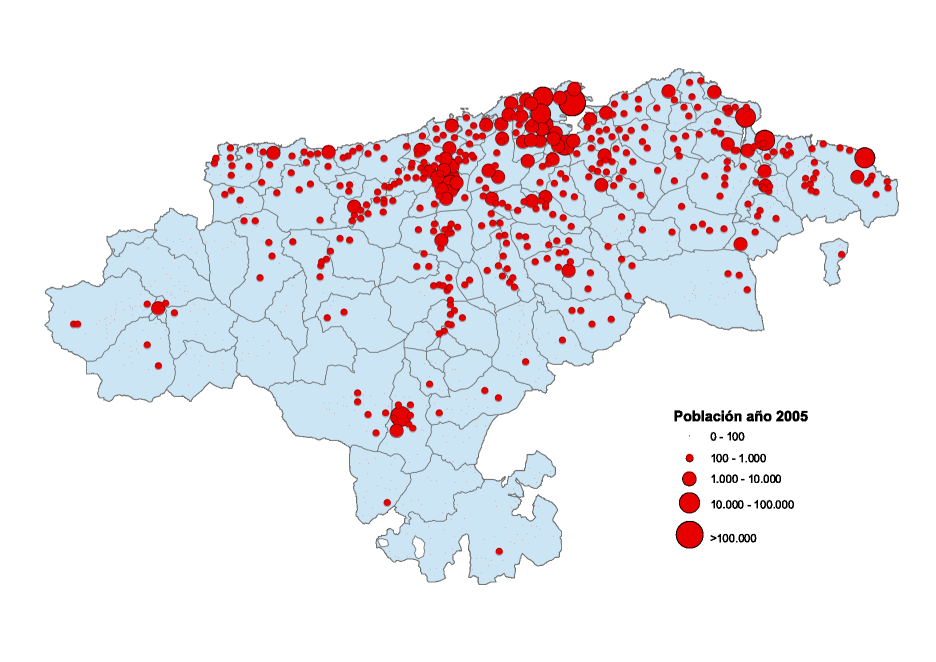
2005年当時の、人口集中を示した図

カンタブリア州には、10のコマルカ、102のムニシピオがある。
2005年の調査によると、カンタブリア州の人口は568,091人であった。これはスペイン総人口の1.29%を占めた。人口密度は206.8人/平方km。州民の平均寿命は、男性75歳、女性83歳であった。
同時期のスペイン他州と比較すると、カンタブリア州はそれほど多くの人口移動を経験していない。2007年、人口のわずか4.7%が移民であった。カンタブリアに住む外国出身者は、コロンビア、ルーマニア、エクアドル、ペルー、モルドバ、モロッコが優勢であった。
人口の過半数が海岸部、特に人口約18万人のサンタンデール、第二の都市トレラベーガに集中している。この2都市は、サンタンデール＝トレラベーガ都市圏というコナベーションを形成している。
カストロ・ウルディアレスの例は興味深い。事実上、公式人口は28,000人あまりであるにもかかわらず、、州第4の都市とされているのである。これは、ビルバオ都市圏に近接しているため、カストロ・ウルディアレスに住んでいない人々が多くいるのである。実際の数字は、公式の人数の2倍かもしれない。
上記で挙げられた都市以外に、カンタブリア州の重要な都市は以下の通りである。:
- カマルゴ (32,000人)
- ピエラゴス (17,500人)
- エル・アスティリェーロ (16,032人)
- ラレド (13,090人)
- サントーニャ (11,534人)
- ロス・コラレス・デ・ブエルナ (11,091人)
- レイノーサ (10,370人)
- サンタ・クルス・デ・ベサナ (10,314人)

## 文化

### 言語
カスティーリャ語（スペイン語）がカンタブリア州の公用語である。同様に、EUにおいては、地域の固有言語であるカンタブリア語（el cántabroあるいはel montañés ）も少数言語として認識されている。カンタブリア語は西部地域では現在も使われているが、東部ではパス谷、ソバ谷にわずかに見られるのみである。カンタブリア語はアストゥリアス・レオン語の地域バリエーションのひとつと考えられている。カンタブリア語は公用語はおろか、固有語としても、法的には現在も認められておらず、規範もない状態にある。

### 史跡・行事
- アルタミラ洞窟 - UNESCO世界遺産
- マグダレーナ宮殿 - 20世紀初頭に建てられた、かつてのスペイン・ブルボン家の王宮。
- サント・トリビオ・デ・リエバナ修道院（en:Santo Toribio de Liébana） - 6世紀創建。聖十字架の断片を祀り、カトリック教会の巡礼地となっている。

定期的に大きな市場が行われてきたカンタブリアは、品評会や定期市に注目すると、スペイン国内家畜市場ヘスース・コラド・ソト（Jesús Collado Soto）のトーレラベガ家畜市場が注目に値する。ウシを主要生産物とするカンタブリアや近接する地域の、ありとあらゆるウシが売買される市場としてはスペイン第3の規模である。カンタブリアじゅうで、ウシの定期市や、商品を売る典型的な市場は、毎週、毎月、または毎年開催されている。
多種多様な祭りが、カンタブリア州内で行われ、そのうち一部は小村に限られるものがある。しかし国内外の観光旅行をひきよせるものもある。

### カンタブリア料理
ウシの飼育が盛んで、カンタブリア固有種のウシに限定されたカンタブリア産肉（Carne de Cantabria）はEUの原産地名称保護制度に登録されている。アルコール飲料は、リンゴで作るシードル、オルホ（orujo、ブドウカスを蒸留したもの）が作られている。
- コシード・モンタニェス（Cocido montañés） - 高地のシチューと呼ばれる、マメとキャベツの煮込み。チョリソやベーコン、ウシのリブ、モルシーリャが入る。
- コシード・レバニエゴ（Cocido lebaniego） - リエバナ風シチュー。ヒヨコマメ、ジャガイモ、キャベツ、チョリソ、モルシーリャ、骨付きハムが入っている
- マルミータ（marmita）またはソロポトゥン（Sorropotún） - ジャガイモ、タマネギ、パプリカ、トマト、マグロを煮込んだシチュー。バスク料理のマルミタコに似ている。カンタブリア海でマグロ漁をする漁師が、船上で食べていたもの。
- フリスエロス（frisuelos） - アストゥリアス発祥の、クレープに似たデザート。小麦粉、卵、牛乳で作られる。表面には砂糖がかかっている。

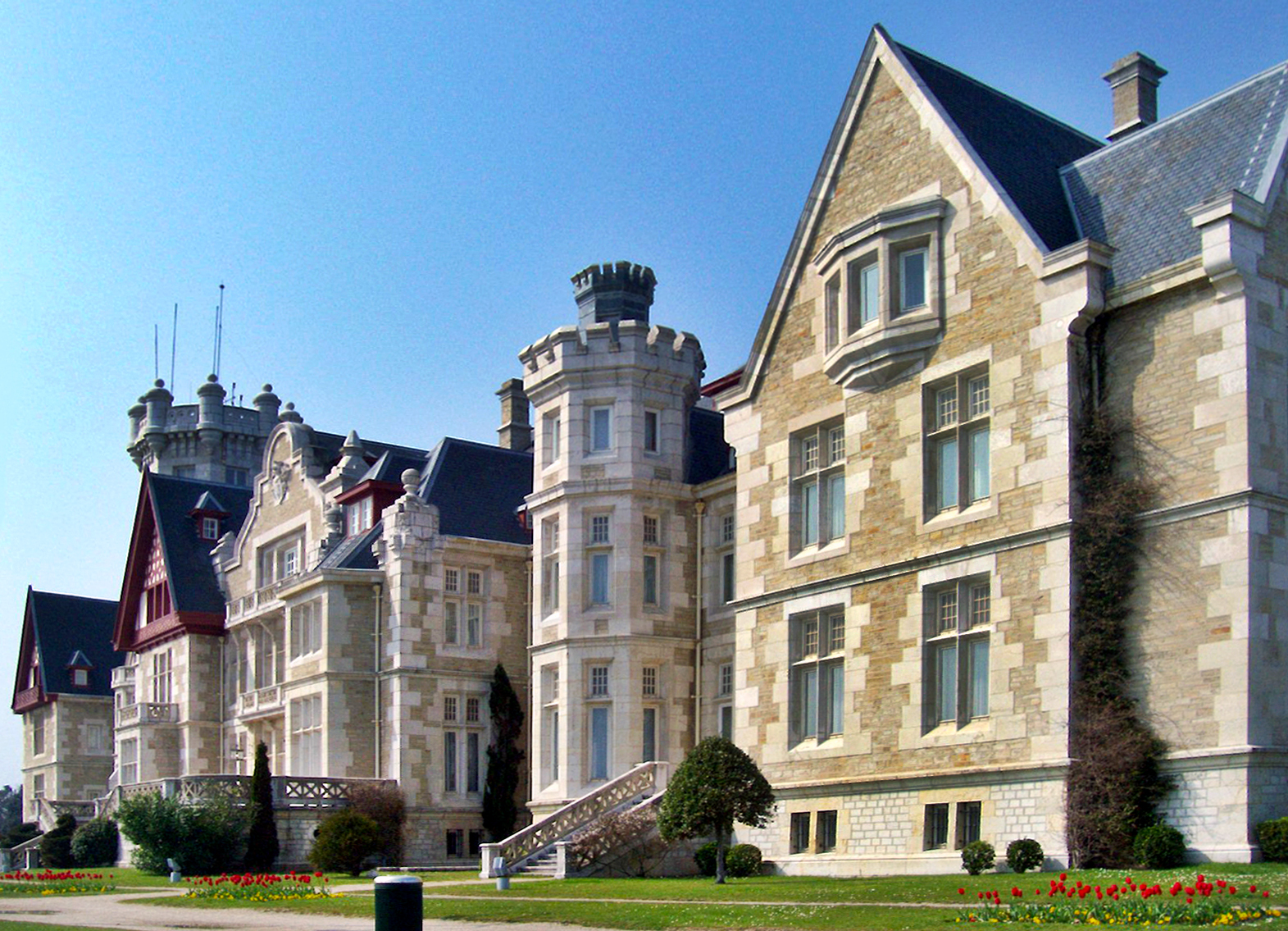
マグダレーナ宮殿
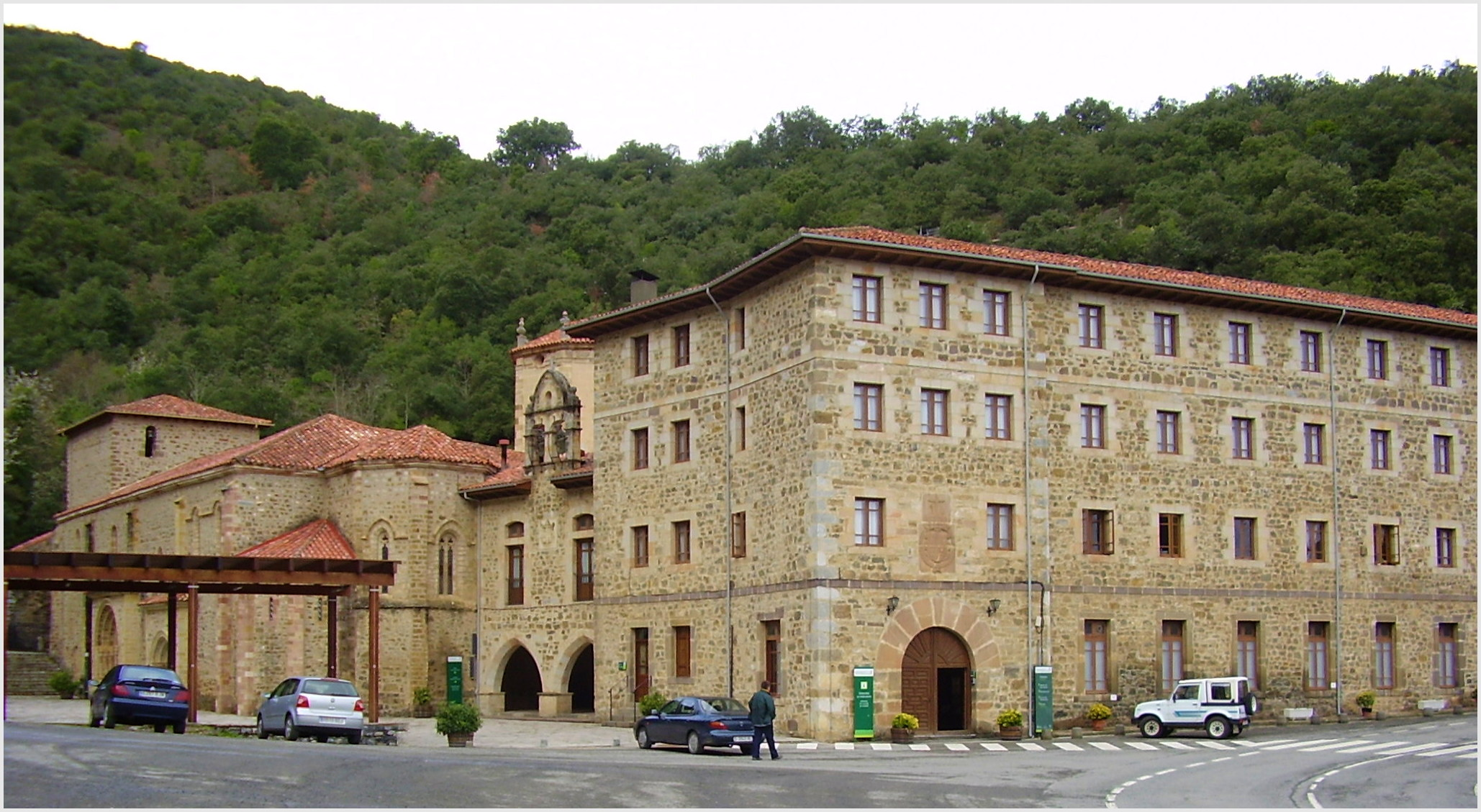
サント・トリビオ・デ・リエバナ修道院
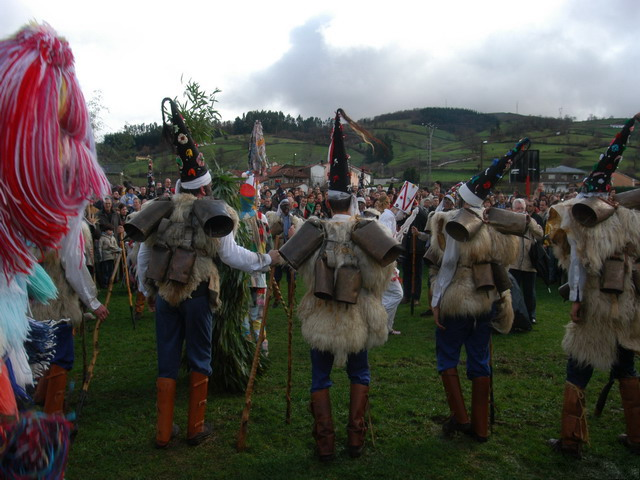
シリオーで行われるラ・ビハネラ祭り
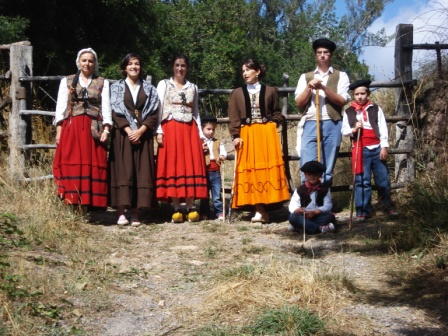
ロス・カンパノス祭りで民族衣装を着た人々
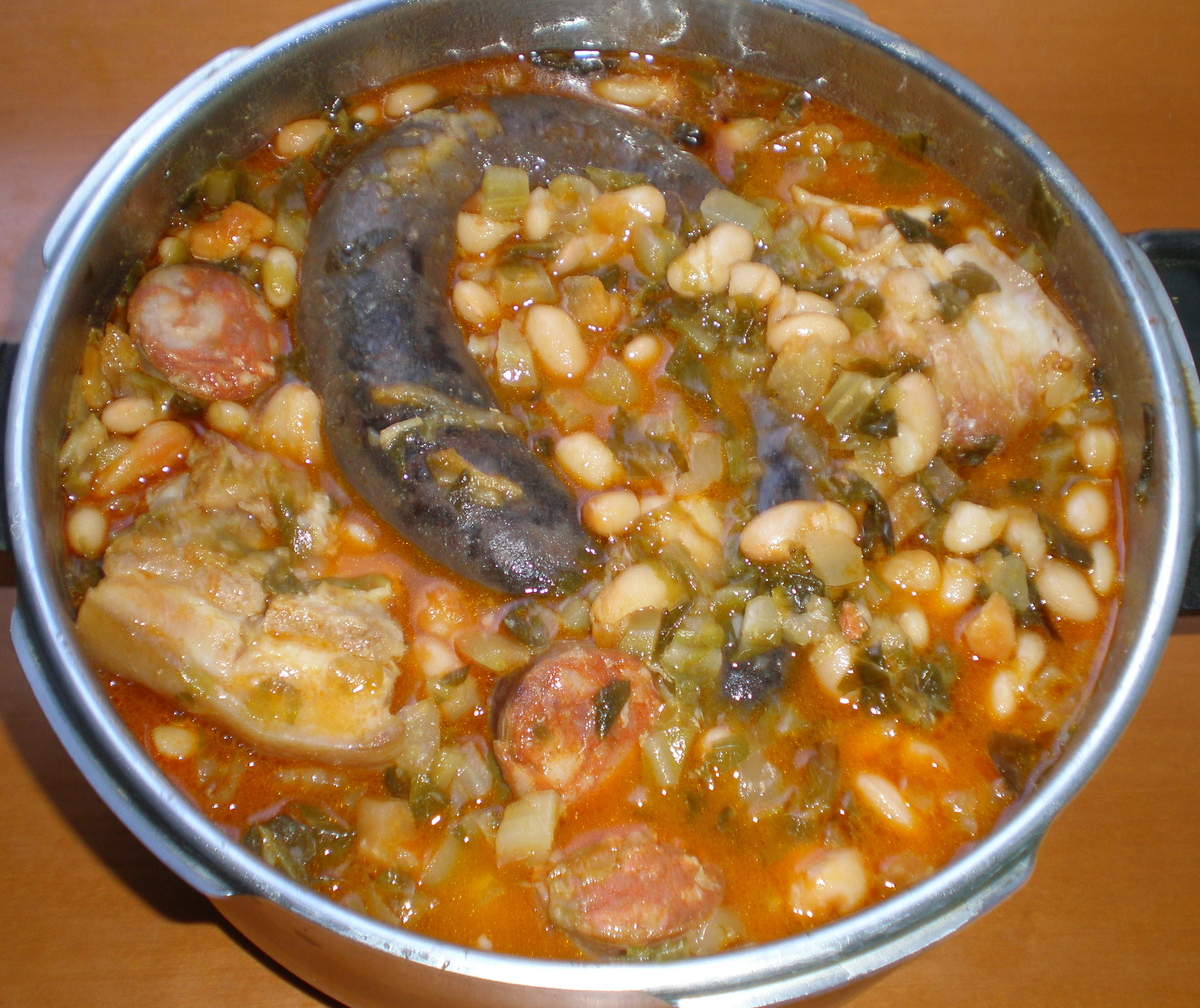
コシード・モンタニェス
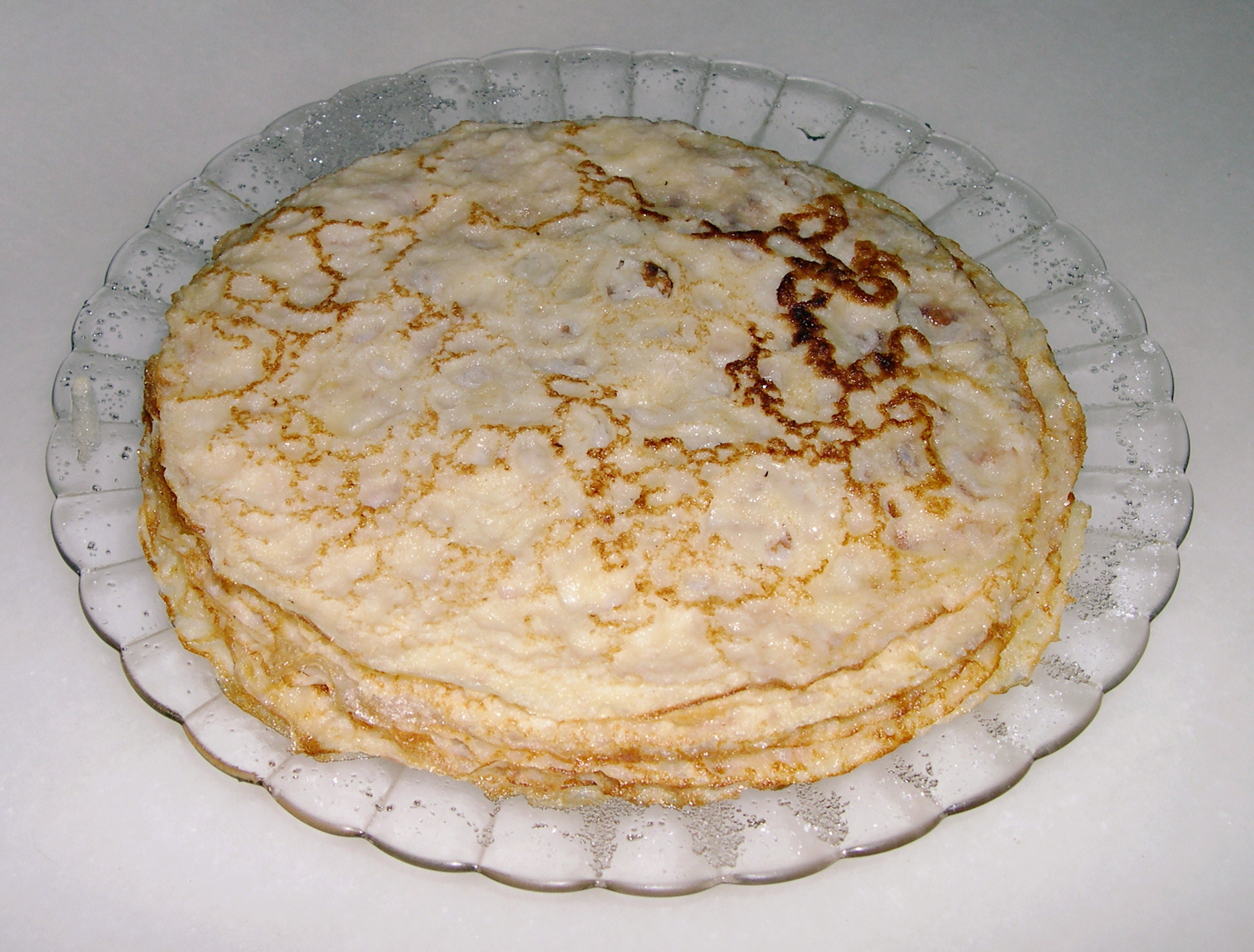
フリスエロス